# Flagellostomias boureei
Flagellostomias boureei és una espècie de peix de la família dels estòmids i de l'ordre dels estomiformes.

## Morfologia
- Els mascles poden assolir 32,2 cm de longitud total.[2][3]

## Hàbitat
És un peix marí i d'aigües profundes que viu entre 0-3.000 m de fondària.

## Distribució geogràfica
Es troba a l'Atlàntic oriental (des de la península Ibèrica fins a Sud-àfrica), l'Atlàntic occidental (des dels Estats Units fins al Golf de Mèxic, i des del sud del Brasil fins a l'Argentina), l'Índic i el Pacífic.